# МР-800 Флаг (радиолокационный комплекс)
МР-800 «Флаг» (обозначение НАТО — англ. Top Pair) — советский и российский комплекс дальнего радиолокационного обзора,предназначен для обнаружения воздушных и надводных целей. Комплекс состоит из двух радиолокационных станций, антенны которых расположены в антенном посту тыльными сторонами друг к другу:
- MP-600 «Восход» (обозначение НАТО — англ. Top Sail) — трёхкоординатный радар дальнего обзора с механическим сканированием по азимуту и электронным сканированием по углу места;
- MP-500 «Кливер» (обозначение НАТО — англ. Big Net) — двухкоординатный радар дальнего обзора с механическим сканированием по азимуту.

## Установки на кораблях
- Крейсера проекта 1144
- Крейсера проекта 1164